# Gente indipendente
Gente indipendente (Sjálfstætt fólk in islandese) è un romanzo dello scrittore premio Nobel per la letteratura islandese Halldór Laxness. Venne pubblicato originariamente in due volumi nel 1934-35, in Italia da Iperborea nel 2004. Narra la lotta di un orgoglioso allevatore islandese proprietario di una piccola fattoria contro l'ambiente ostile della brughiera e le avversità di origine umana.

## Trama
La colonizzazione dell'Islanda è narrata da saghe e leggende oscure e violente, popolate da spiriti e malefici, tra cui quello che si dice incomba sulla terra di cui da poco è venuto in possesso Bjartur. A lui maledizioni e spettri non interessano, ha lavorato duramente per diciotto lunghi anni al servizio dell'ufficiale distrettuale di Mýri e finalmente è diventato padrone di qualcosa che è solo suo, e nemmeno la prospettiva di altri anni di debiti lo spaventa. Il matrimonio con Rósa si rivela però poco felice, l'unione tra il carattere fiero e intransigente dell'uomo e quello impressionabile ma altrettanto cocciuto della donna non è dei più facili, creando contrasti fin dal primo giorno di vita nella nuova casa. Anche perché Bjartur ha il sospetto di non essere stato il suo primo uomo, e comunque il suo interesse è rivolto principalmente alle venticinque pecore, promessa di un futuro di piena indipendenza. Ecco perché quando ad autunno arriva il tempo della cerca per riunire il gregge libero sui monti, la richiesta della donna di non essere lasciata sola crea nuovi dissapori. Come compromesso Bjartur sceglie di lasciarle un agnello già catturato, ma durante una tempesta la donna spaventata finisce per ucciderlo e macellarlo, dicendo in seguito al marito di averlo liberato. Quando alla fine delle cerche l'agnello risulta ancora assente l'uomo non si rassegna ed esce per ritrovarlo malgrado la stagione invernale avanzata e la gravidanza della moglie. L'azzardato tentativo di catturare una renna ed il tempo pessimo mettono Bjartur in serio pericolo, e solo grazie ad un'inaudita forza di volontà riesce a raggiungere un'abitazione isolata dove viene salvato dal congelamento. Tornato a casa trova la moglie morta in seguito ad un'emorragia causata dal parto, ed anche il neonato appare in condizioni critiche, ma viene salvato grazie all'aiuto giunto dalla fattoria dell'ufficiale distrettuale. La bambina viene chiamata Ásta Sóllilja (Amata Girasole) dal padre, e il mesto funerale della madre diventa occasione per chiudere un periodo sfortunato, destinato forse a cambiare con l'arrivo a Sumarhús di due donne, madre e figlia, provenienti da una fattoria a sua volta caduta preda di sventura, la perdita del capofamiglia.
Più di un decennio dopo i debiti sono stati saldati e a Sumarhús è cresciuta una nuova famiglia. Dal matrimonio di Bjartur con Finna sono nati altri figli, ed i tre sopravvissuti, Helgi, Gvendur e il piccolo Nonni si affiancano ad Ásta Sóllilja, oramai adolescente, e alla vecchia Hallbera nel lavoro di tutti i giorni. La vita nella brughiera è dura e offre poche soddisfazioni, ecco quindi che l'arrivo di una mucca inviata dall'ufficiale distrettuale se per il fiero Bjartur è un affronto molto grave, per tutti gli altri è invece fonte di gioia e salute, in particolare per la cagionevole Finna. Per Ásta Sóllilja la vera gioia arriva però quando il padre decide di portarla con sé in città, e grande è la sua disillusione nel venire a contatto con i lati meno piacevoli degli esseri umani. Meglio forse rimanere tra chi si conosce, tanto più che anche a Sumarhús si vedono facce nuove. Dapprima arrivano due braccia in aiuto alla fattoria, la cui proprietaria si rivela però dotata di lingua affilata. Quindi compare un forestiero dal sud che scava un varco nel cuore di Ásta Sóllilja, ripartendo troppo presto. L'autunno vede sorgere un nuovo ovile per un gregge più folto, ma la misteriosa marchiatura di una pecora sembra presagire sventure. L'arrivo di forti gelate a primavera mette Bjartur di fronte alla dura scelta tra le pecore o la mucca, e la sua decisione non ammette dubbi o cedimenti, malgrado il disperato tentativo di intercessione della moglie, profondamente affezionata alla sua Búkolla.
La morte di Finna lascia un vuoto nei figli, colpendo in particolar modo Helgi. A Sumarhús gli avvenimenti nefasti si moltiplicano, diventando sempre più inquietanti. Una pecora viene trovata sfracellata nell'ovile, una seconda impiccata. Quando a finire trucidati sono una decina di capi la voce oramai si è sparsa e la colpa viene attribuita agli spiriti del posto, grazie alla testimonianza del figlio maggiore. Gli amici di Bjartur e le altre persone della zona si danno appuntamento a Sumarhús con il reverendo Teódór per una processione che vorrebbe essere di aiuto, ma che fa perdere al padrone di casa la poca pazienza rimasta. Lui ha deciso che la soluzione ai suoi problemi deve venire dalla giustizia terrena, ma l'inchiesta si ferma prima d'iniziare per l'indisponibilità del prefetto, fermato da una bufera. L'unico effetto è la sparizione di Helgi, e questo pare sufficiente. Le perdite nel gregge sono però troppe, e Bjartur decide di recarsi in città per lavorare e poter comprare nuove pecore, affidando la casa alla figlia maggiore. Per alleviare la solitudine dei figli fa arrivare dalla città un precettore che porta alla fattoria meraviglie mai viste. Poco dopo l'arrivo l'uomo cade sotto l'effetto di una misteriosa malattia, che sembra sparire con l'arrivo di una bottiglietta di medicinale dalla città. L'effetto della "cura" porta a strane ripercussioni, e a farne le spese è Ásta Sóllilja, che viene sedotta e che si ritrova sopraffatta da una colpa che non riesce nemmeno a spiegarsi, chiudendosi in sé stessa. Al ritorno del padre in estate la casa appare attraversata da nuovi silenzi, destinati ad aumentare per l'assenza di Nonni, che vede avverare i propri desideri partendo per l'America in compagnia di una parente. Quando Ásta Sóllilja si trasferisce al distretto per la cresima la sua condizione viene scoperta, e quel che è peggio per l'orgoglioso Bjartur è la moglie dell'ufficiale distrettuale a rivelarglielo, suscitando la sua reazione sdegnata per questo ed altri affronti subiti in passato. Anche la povera ragazza è costretta ad affrontare l'ira dell'uomo e viene cacciata da casa, verso un futuro incerto.
L'arrivo di una guerra mondiale sul continente porta di riflesso ricchezza nell'isola, finendo per coinvolgere anche Sumarhús, che sembra avviarsi verso una solida prosperità. Dall'America arriva però una lettera per Gvendur, dentro c'è denaro a sufficienza per recarsi nel nuovo mondo, ed il ragazzo è propenso ad accettare, per il rammarico del padre che vedeva nell'unico figlio rimasto l'erede naturale della fattoria. Bjartur decide comunque di inviare tramite il giovane un messaggio ad Ásta Sóllilja, trasferitasi in città, e Gvendur lo consegna ottenendo poche parole in ritorno. Che può riferire, poiché la sua decisione di partire svanisce in seguito all'incontro con una ragazza bellissima e sfrontata, che si rivela essere la nipote dell'ufficiale distrettuale di Mýri, figlia di quell'Íngólfur Arnarson diventato una personalità importante del luogo grazie all'impegno politico e sociale in favore della collettività. L'illusione di Gvendur si rivela però presto tale, costringendolo a tornare scornato a Sumarhús, dove il padre ha deciso infine di costruire la nuova abitazione approfittando delle condizioni favorevoli che gli vengono offerte dalla cooperativa di cui fa parte. Nel clima di diffuso ottimismo l'uomo manda un nuovo messaggio alla ragazza da lui scacciata, che nuovamente viene respinto. La nuova casa si dimostra però un investimento più dispendioso del previsto e per di più inadatta alle necessità degli abitanti di Sumarhús, dove da qualche tempo è comparsa una nuova presenza femminile per dare aiuto nelle faccende domestiche, da cui Bjartur si sente insidiato man mano che le fortune volgono al peggio. Come sempre prevale l'orgoglio e l'uomo si libera dalle tentazioni, ma l'orgoglio è praticamente tutto quello che gli rimane in seguito al tracollo definitivo della fattoria, venduta infine all'asta per i debiti accumulati. L'unica è ripartire dalla proprietà della vecchia Bera, e Bjartur decide finalmente di passare a prendere Ásta Sóllilja, trovandola seriamente ammalata. Ma la gioia di entrambi è quanto serve per ricominciare a sperare, ed una nuova famiglia si avvia verso Urdarsel.

## Critica
Il romanzo è considerato una delle opere più importanti dell'autore islandese, secondo alcuni il suo capolavoro assoluto, ed una delle opere letterarie maggiormente rappresentative della piccola nazione insulare. A colpire i critici, in particolare, la figura del protagonista, magistralmente reso nella sua stolida ostinazione, ma dotato allo stesso tempo di inaspettate riserve di umanità. Particolarmente apprezzabile è stato anche valutato l'uso di un canone stilistico che alterna naturalismo e lirismo in modo originale, ottenendo in alcuni casi effetti piuttosto divertenti.